# 三原舞依
三原 舞依（みはら まい、英語: Mai Mihara, 1999年（平成11年）8月22日 - ）は、日本の女性フィギュアスケート選手（女子シングル）。兵庫県神戸市須磨区出身。血液型はA型。シスメックス所属。甲南大学経営学部卒業後、大学院へ進学。マネジメントはIMG TOKYO。
主な戦績は、2022年グランプリファイナル優勝、2017年・2022年四大陸選手権優勝、2017年・2023年世界選手権5位、2016年ネーベルホルン杯優勝など。

## 人物
神戸市立東須磨小学校、神戸市立飛松中学校、兵庫県立芦屋高等学校を経て、甲南大学経営学部を卒業、甲南大大学院に進学。憧れの選手は浅田真央で、小学2年の時にテレビで見た浅田に憧れてスケートを始めた。
難病を乗り越え、シニアに上がった2016 - 2017シーズンにシンデレラのプログラムで四大陸選手権のタイトルを獲得した。このシンデレラストーリーから「氷上のシンデレラ」と呼ばれることがある。
脱毛症や不慮の事故などによって髪の毛を失った人たちへ、寄付された髪で作られた医療用ウイッグを贈る活動「ヘアドネーション」に複数回参加している。(2018年、2020年、2022年)

## 経歴

### ノービス時代

#### 2012-2013シーズン
全日本ノービス選手権Aクラスで3位に入り、推薦により初出場となった全日本ジュニア選手権では8位と健闘した。2013年プランタン杯ではノービスクラスで優勝する。

### ジュニア時代

#### 2013-2014シーズン

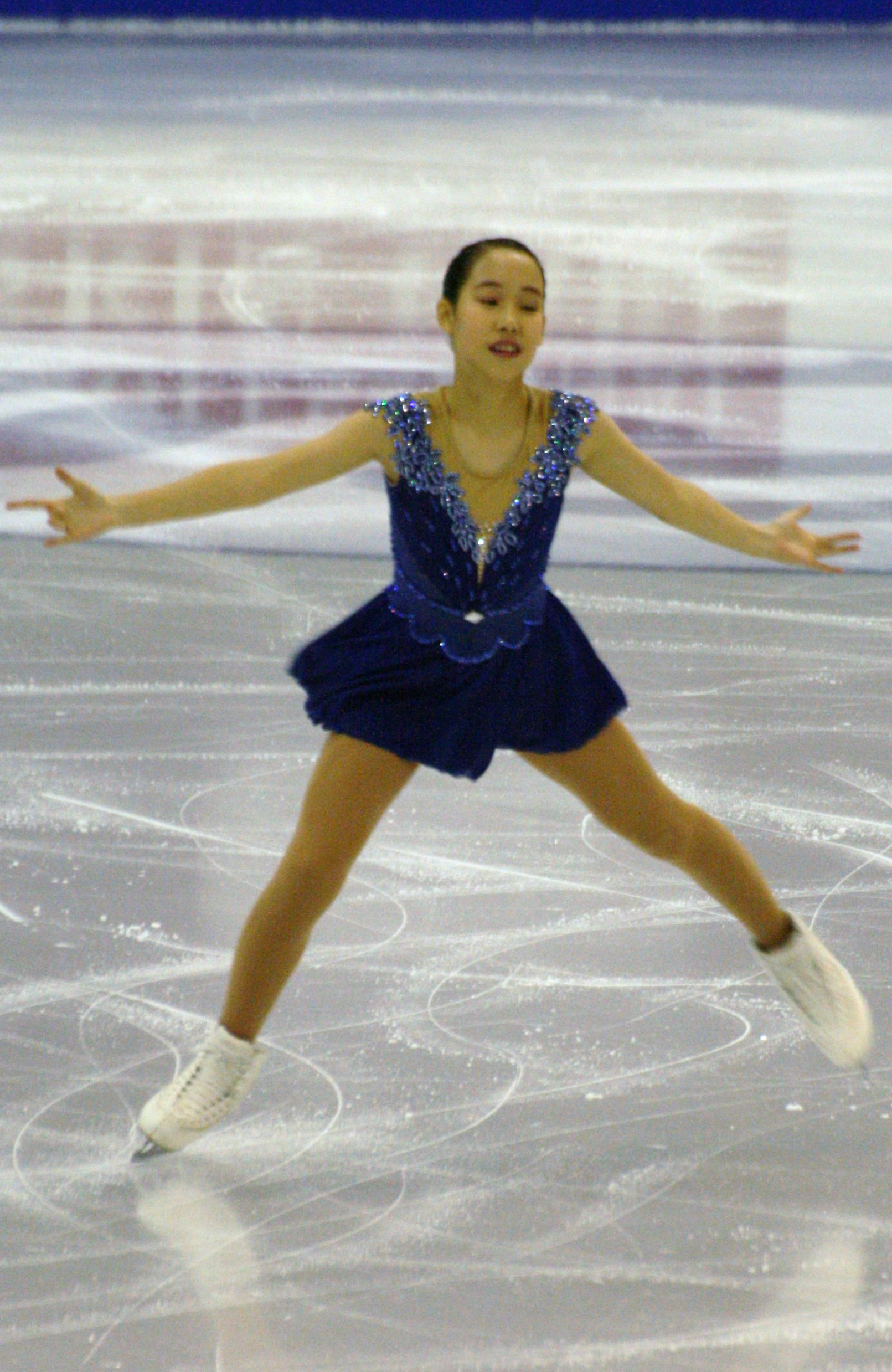
2015 JGPファイナルの三原舞依

アジアフィギュア杯のジュニアクラスで2位に入った。ISUジュニアグランプリシリーズに初参戦し、JGPミンスクに出場。全日本ジュニア選手権では本郷理華に続いて2位に入り、同大会で初めて表彰台に立った。初出場となった全日本選手権ではショートプログラムで20位と出遅れたが、フリーでは8位に入り総合で12位となった。

#### 2014-2015シーズン
JGPリュブリャナ杯に出場し6位となる。全日本ジュニア選手権では7位となり、全日本選手権では9位となった。シーズンの締め括りとなった2015年ガルデナスプリング杯ではジュニアクラスで優勝した。

#### 2015-2016シーズン
2015年アジアフィギュア杯のシニアクラスに出場し優勝。JGPJ&Tバンカでは2位となり、国際スケート連盟（ISU）主催の公式大会で初めて表彰台に立った。続くJGPオーストリア杯でも2位となり、JGPファイナル進出を決めた。全日本ジュニア選手権ではショートプログラムでのジャンプのミスが響き15位と出遅れ、結局総合8位に終わった。初出場となったJGPファイナルでは6位となる。スペインからの帰国後、若年性特発性関節炎（若年性リウマチ）で2週間ほど入院し、2015全日本選手権も病室のベッドで見ていたという。

### シニア以降

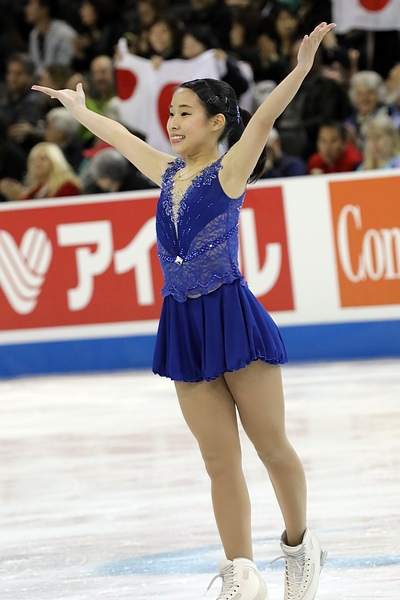
2016年スケートアメリカでの三原舞依

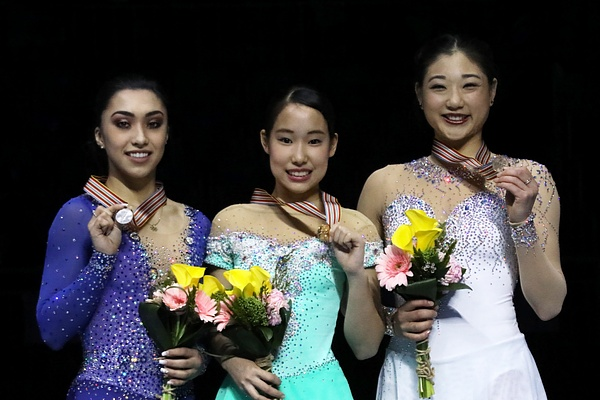
2017年四大陸選手権金メダル

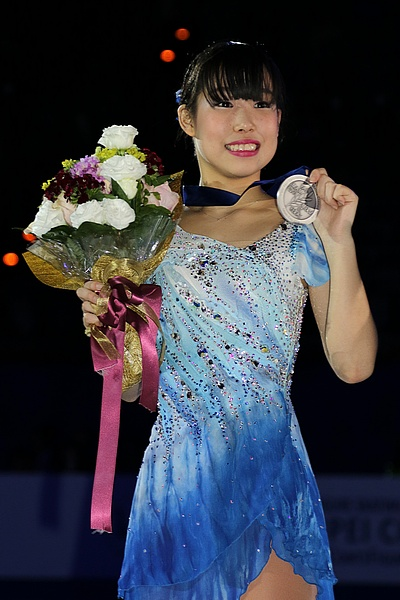
2018年四大陸選手権銀メダル

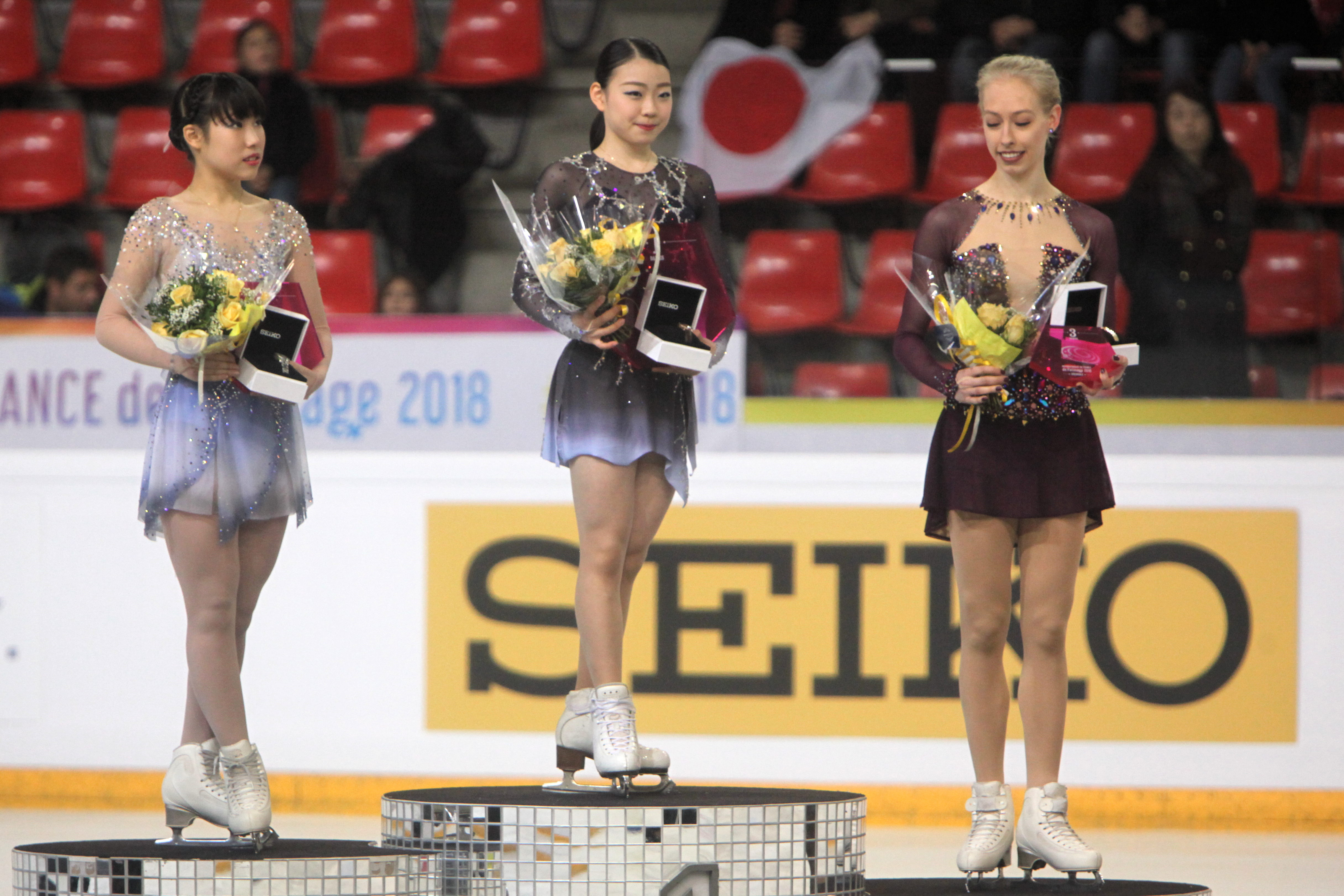
2018 フランス国際銀メダル

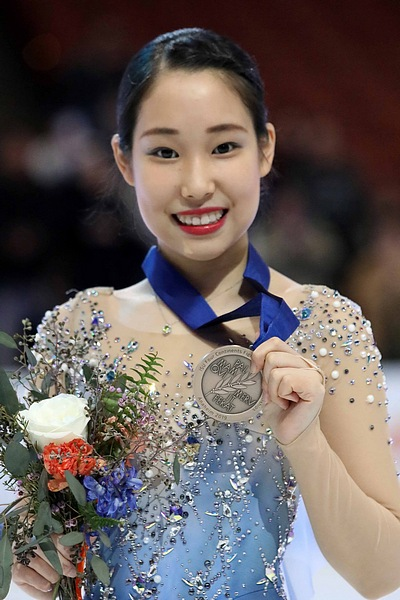
2019年四大陸選手権銅メダル

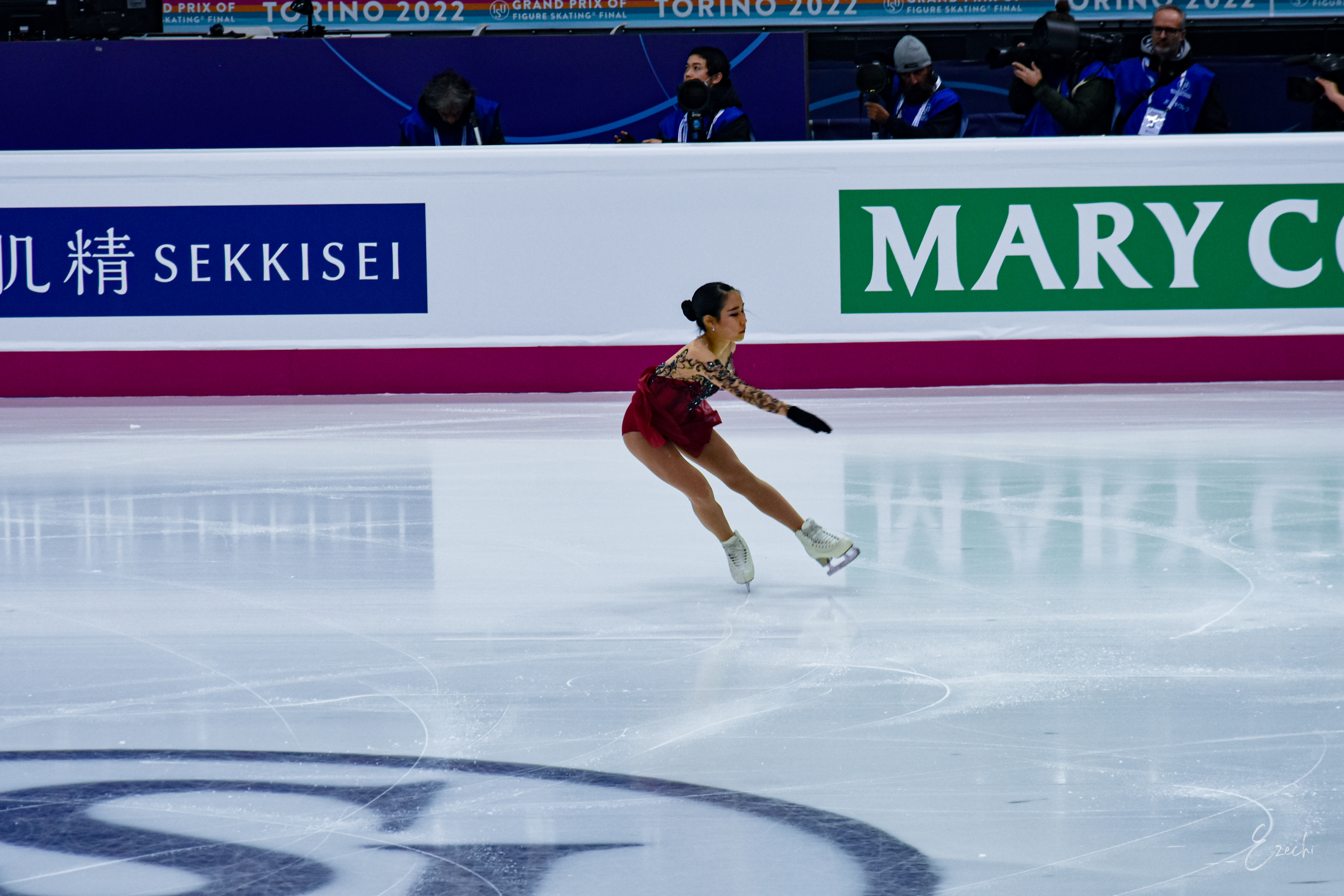
2022年ISUグランプリファイナルでフリーの演技をする三原舞依

#### 2016-2017シーズン
全日本選手権3位、四大陸選手権優勝、世界選手権5位
病気の治療によるブランクがありながらも、2016年4月から氷上練習を再開し復帰、シニアデビューシーズン初戦となるISUチャレンジャーシリーズのネーベルホルン杯で優勝する。ISUグランプリシリーズに初参戦し、スケートアメリカで3位・中国杯で4位となった。グランプリファイナルへの出場は逃すものの、2年振りの出場となった全日本選手権では、ショートプログラム5位スタートながら、フリーで冒頭の3回転ルッツ-3回転トウループで加点が1.40点付くなどノーミスの演技でフリー2位となる132.26点を獲得、合計198.17点で3位となり表彰台にたどり着き、世界選手権の代表に選出された。四大陸選手権では、女子シングルでショートプログラム4位からフリーで134.34点を叩き出し、パーソナルベストとなる合計200.85点で逆転での国際大会初優勝を飾った。これは日本人では奇しくも三原が尊敬している浅田真央以来となる快挙となった。また国際大会での合計200点超えは日本人選手としては浅田真央、安藤美姫、宮原知子に次いで4人目の達成者である。
自身初出場でかつ翌2018年2月開催の、平昌オリンピック・女子シングル出場枠の掛かった世界選手権では、ショートプログラムで3回転ルッツ-3回転トウループのコンビネーションジャンプを成功させるなど、演技終盤までほぼ完璧な演技を披露したが、最後の3回転フリップが2回転となり転倒、15位スタートと大きく出遅れた。2日後に行われたフリーでは、ショートプログラムで失敗したジャンプも成功させ、全てのスピンで最高のレベル4を獲得。フリーでパーソナルベストを4点近く更新し、順位を日本女子トップの総合5位まで上げ健闘する。しかし他日本選手の樋口新葉は総合11位、本郷理華も総合16位に終わり、平昌五輪女子シングルの日本代表枠は、前回ソチ五輪の「3」から「2」枠に縮小された。
シーズン最後の試合となる世界国別対抗戦では、ショートプログラムでパーソナルベストを更新して3位、フリーでは歴代日本選手最高の146.17点を叩き出す。ショート・フリーともに全てのジャンプで加点がつき、スピン・ステップ全てでレベル4を獲得。総合では218.27点を獲得し、パーソナルベストをさらに更新した。2017年5月、国際スケート連盟の公式ウェブサイトで、躍進した選手として三原が紹介された。

#### 2017-2018シーズン
全日本選手権5位で平昌五輪代表選出ならず、四大陸選手権2位
フランスの若手振付師のブノワ・リショーに振付を依頼し、ショートプログラムはそれまでの三原のイメージを一新するタンゴを選曲。初戦はISUチャレンジャーシリーズのオータムクラシックに出場し2位となる。初出場となったジャパンオープンではフリーで非公認ながら日本女子歴代最高得点の147.83をマークした。ISUグランプリシリーズの初戦、中国杯では演技直前の6分間練習でエリザベータ・トゥクタミシェワと偶然衝突、転倒した影響からかショートプログラムは僅かなミスが出て7位と出遅れたものの、フリーで巻き返して4位。2戦目のフランス杯は、ショートは連続ジャンプでミスが出て壁に両手をついてしまい4位、フリーではミスなくまとめたものの上位に届かず5位、総合で4位となりファイナル進出を逃した。平昌オリンピックの代表選考がかかる全日本選手権では、ショートプログラムの2回転アクセルで転倒し7位と出遅れ、フリーでほぼミスのない演技で3位と巻き返すも総合5位となった。その結果、オリンピック出場とはならなかった。ここまでのシーズンを通して、ショートプログラムでミスのない演技をすることができず、評価が上がらなかったことが悔やまれた。しかし、坂本花織、樋口新葉に次ぐ実績が評価され、四大陸選手権へ出場。課題だったショートプログラムでは僅かなミスに止め3位と好位置につけると、フリーも大きなミスなくまとめ2位となり、総合でシーズンベストとなる210.75点を獲得。順位を一つ上げ2位となった。2年連続優勝はならなかったものの、シーズン最高の演技を見せ存在感を示した。

#### 2018-2019シーズン
全日本選手権4位で世界選手権代表ならず、四大陸選手権選出
初戦のCSネーベルホルン杯では2位と好スタートを切る。ISUグランプリシリーズ・NHK杯ではSP3位につけたが、FSでは冒頭のコンビネーションの回転不足、後半のコンビネーションジャンプで回転が解けるミスがあり5位と総合4位だった。次戦のフランス国際ではSP首位と好発進も、FSで後半のコンビネーションで回転不足を取られた上、最後3回転サルコウが2回転に抜けるミスを犯しの3位に落ち総合2位に留まり、三原自身初めてのGPファイナル出場は又してもならなかった。3年連続5回目の出場となった第87回全日本選手権では、SPで殆どミスの無い演技で3位スタート。FSでもほぼ完璧な演技を披露し3位、総合では4位と惜しくも表彰台に届かず、世界選手権代表入りは補欠に留まるも、3年連続で四大陸選手権に選出される。全日本選手権後の三原は「2018年で一番、良い演技が出来たと思う。少し緊張したけれど『楽しもう』という気分と、感謝の気持ちが勝っていた」と満足げな笑顔でコメントした。四大陸選手権では、SPでは連続ジャンプで回転不足と着氷の乱れによるミスが響き65.15点で8位と出遅れたが、FSでは冒頭のコンビネーションこそは回転不足判定を受けたが、その他の全ての要素で加点がつくクリーンな演技を披露。ルール改正後の自己最高となる141.97点でフリー２位となり、合計207.12点で総合３位に入った。エキショビジョンでは、青の衣装でおなじみの「シンデレラ」を熱演。途中には2回転のトーループやループを続ける5連続ジャンプを盛り込むなど、現地の観衆を沸かせた。日本選手団主将として臨んだ冬季ユニバーシアード大会（3月2～12日、ロシア・クラスノヤルスク）では、SPで全てのジャンプを着氷し、全てのステップ・スピンでもレベル4を獲得し75点を超える高得点で首位に立つと、フリーの得点はエリザヴェート・トゥルシンバエワに敗れ2位だったもののほぼノーミスの演技をし総合で220点を超える得点を叩き出し優勝を果たした。

#### 2019-2020シーズン
体調不良の為当面休養・競技会欠場
2019年夏頃より体調不良の為、同年7月以降のアイスショーへの出演を取りやめ、また9月開催のチャレンジャーシリーズ・ロンバルディア杯の欠場を発表。同年秋に入っても体調万全に戻らず練習が積めない状況により、10月の近畿選手権・ISUグランプリシリーズ・スケートカナダと11月の中国杯を始め、2019-2020シーズンの競技会（第88回全日本選手権・四大陸選手権・世界選手権等）も、全て欠場となった。

#### 2020-2021シーズン
競技会復帰
2020年10月3日の近畿大会にて、2019年3月17日の地方大会(「PIフリースケーティング大会」)以来、566日ぶりの競技会復帰を果たした。

#### 2021-2022シーズン
復帰2年目7回目の出場となった第90回全日本選手権では、SP5位で折り返し、FSで5位、総合では4位と僅差で表彰台に届かず、北京オリンピック、世界選手権代表入りは補欠となり、4回目の四大陸選手権に選出される。
四大陸選手権では、SP・FS・合計スコア（218.03）で、パーソナルベストを叩き出し完全優勝で同大会2度目の金メダルに輝く。男女シングル及びアイスダンスの3種目すべてでメダルを獲得し日本のフィギュア選手層を示す一角となる。

#### 2022-2023シーズン
8月14日、滋賀県立アイスアリーナで今季初戦となる「げんさんサマーカップ」の最終日が行われ、SP・FS合計207.61点で優勝を飾った。
2022年11月に行われたMKジョン・ウィルソン杯で、SP・FS合計217.43点でグランプリシリーズ初優勝を果たした。つづくエスポーグランプリでは、SPで自己ベストを更新するも2位からFS1位で逆転優勝し、女子シングルトップのシリーズ2勝でファイナル進出を決めた。
2022年12月にイタリア・トリノで行われたグランプリファイナルでSPで自己ベストの74.58点で6選手中2位に立ち、FSでは1位の133.59点を出し、トータル208.17点で逆転で初優勝を飾った。
全日本選手権では、ISU未公認ながらSPで74.70点、トータルでも219.93点と自己ベストを上回り2位、表彰台と世界選手権出場を手に入れた。

#### 2023-2024シーズン
ISUグランプリシリーズは、カップオブチャイナとNHK杯にアサインされたが、右足首の怪我によりカップオブチャイナを欠場。

## 技術・演技
非常に安定したジャンプの着氷が武器であり、「ノーミスの天使」の異名を持つ。
アクセルを除く5種類のトリプルジャンプを跳ぶことができる。コンビネーションでは、3回転ルッツ-3回転トウループ、3回転フリップ-3回転トウループ、3回転トウループ-3回転トウループ、2回転半アクセル-3回転トウループを成功させた。3回転アクセルへの挑戦にも意欲を見せている。
2015年ジュニアグランプリシリーズJ&Tバンカのフリースケーティング、2017年世界国別対抗戦のショートプログラム・フリースケーティングにて、すべてのステップ・スピンでレベル4を獲得した。またルール改正後の2022年MKジョン・ウィルソン杯でもショートプログラム・フリースケーティングにてすべてのステップ・スピンでレベル4を獲得している。

## 競技成績

### ISUパーソナルベストスコア
- SP - ショートプログラム、FS - フリースケーティング
- TSS - 部門内合計得点（英: Total segment score）は太字
- TES - 技術要素点（英: Technical element score）、PCS - 演技構成点（英: Program component score）

| 部門 | 種類 | 得点   | 大会                           |
| ---- | ---- | ------ | ------------------------------ |
| 総合 | TSS  | 218.03 | 2022年四大陸選手権             |
| SP   | TSS  | 74.58  | 2022年グランプリファイナル     |
| SP   | TES  | 39.87  | 2022年グランプリファイナル     |
| SP   | PCS  | 34.71  | 2022年グランプリファイナル     |
| FS   | TSS  | 145.41 | 2022年四大陸選手権             |
| FS   | TES  | 77.01  | 2021年グランプレミオディタリア |
| FS   | PCS  | 70.78  | 2022年MKジョン・ウィルソン杯   |

| 部門 | 種類 | 得点   | 大会                 |
| ---- | ---- | ------ | -------------------- |
| 総合 | TSS  | 218.27 | 2017年世界国別対抗戦 |
| SP   | TSS  | 72.10  | 2017年世界国別対抗戦 |
| SP   | TES  | 39.22  | 2017年世界国別対抗戦 |
| SP   | PCS  | 32.88  | 2017年世界国別対抗戦 |
| FS   | TSS  | 146.17 | 2017年世界国別対抗戦 |
| FS   | TES  | 76.07  | 2017年世界国別対抗戦 |
| FS   | PCS  | 70.10  | 2017年世界国別対抗戦 |

### 主な戦績
- 括弧内の数字は団体戦における個人順位
- GP - ISUグランプリシリーズ
- CS - ISUチャレンジャーシリーズ

| 大会名                | 2016–17   | 2017–18 | 2018–19 | 2020–21 | 2021–22 | 2022–23   | 2023–24 | 2024–25 |
| --------------------- | --------- | ------- | ------- | ------- | ------- | --------- | ------- | ------- |
| 世界選手権            | 5位       |         |         |         |         | 5位       |         |         |
| 四大陸選手権          | 1位       | 2位     | 3位     |         | 1位     |           | 7位     |         |
| GP ファイナル         |           |         |         |         |         | 1位       |         |         |
| GP スケートアメリカ   | 3位       |         |         |         |         |           |         |         |
| GP スケートカナダ     |           |         |         |         | 4位     |           |         |         |
| GP フランス杯         |           | 4位     | 2位     |         |         |           |         | 7位     |
| GP 中国杯             | 4位       | 4位     |         |         |         |           | 欠場    |         |
| GP フィンランディア杯 |           |         |         |         |         |           |         | 8位     |
| GP イタリア           |           |         |         |         | 4位     |           |         |         |
| GP イギリス           |           |         |         |         |         | 1位       |         |         |
| GP エスポー           |           |         |         |         |         | 1位       |         |         |
| GP NHK杯              |           |         | 4位     | 4位     |         |           | 8位     |         |
| CS オータムクラシック |           | 2位     |         |         |         |           |         |         |
| CS ネーベルホルン杯   | 1位       |         | 2位     |         |         |           |         |         |
| アジアフィギュア杯    |           |         |         |         | 1位     |           |         | 3位     |
| ユニバーシアード      |           |         | 1位     |         |         | 1位       |         |         |
| プランタン杯          |           | 1位     |         |         |         |           |         |         |
| チャレンジカップ      |           |         |         |         |         | 2位       |         |         |
| 世界国別対抗戦        | 1位 (2位) |         |         |         |         | 3位 (5位) |         |         |
| 全日本選手権          | 3位       | 5位     | 4位     | 5位     | 4位     | 2位       | 5位     | 棄権    |

- JGP - ISUジュニアグランプリシリーズ
- S - シニアクラス
- J - ジュニアクラス
- N - ノービスクラス、A - ノービスAクラス、B - ノービスBクラス

| 大会名               | 2010–11 | 2011–12 | 2012–13 | 2013–14 | 2014–15 | 2015–16 |
| -------------------- | ------- | ------- | ------- | ------- | ------- | ------- |
| JGP ファイナル       |         |         |         |         |         | 6位     |
| JGP オーストリア杯   |         |         |         |         |         | 2位     |
| JGP J&Tバンカ        |         |         |         |         |         | 2位     |
| JGP リュブリャナ杯   |         |         |         |         | 6位     |         |
| JGP ミンスク         |         |         |         | 5位     |         |         |
| ガルデナスプリング杯 |         |         |         |         | 1位 J   |         |
| アジアフィギュア杯   |         |         |         | 2位 J   |         | 1位 S   |
| チャレンジカップ     |         |         |         | 4位 J   |         |         |
| プランタン杯         |         |         | 1位 N   |         |         |         |
| 全日本選手権         |         |         |         | 12位    | 9位     |         |
| 全日本ジュニア選手権 |         |         | 8位     | 2位     | 7位     | 8位     |
| 全日本ノービス選手権 | 19位 B  | 7位 A   | 3位 A   |         |         |         |

### 詳細
| 2024-2025 シーズン    |                                                        |          |          |          |
| 開催日                | 大会名                                                 | SP       | FS       | 結果     |
| 2024年12月19日 - 22日 | 第93回全日本フィギュアスケート選手権（門真）           | 23 51.94 | -        | 棄権     |
| 2024年11月15日 - 17日 | ISUグランプリシリーズ フィンランディア杯（ヘルシンキ） | 6 59.56  | 8 115.18 | 8 174.74 |
| 2024年11月1日 - 3日   | ISUグランプリシリーズ フランスグランプリ（アンジェ）   | 7 61.12  | 8 113.81 | 7 174.93 |

| 2023-2024 シーズン     |                                              |         |          |          |
| 開催日                 | 大会名                                       | SP      | FS       | 結果     |
| 2024年1月30日 - 2月4日 | 2024年四大陸フィギュアスケート選手権（上海） | 5 65.18 | 5 118.89 | 7 184.07 |
| 2023年12月20日 - 24日  | 第92回全日本フィギュアスケート選手権（長野） | 4 67.70 | 5 131.86 | 5 199.56 |
| 2023年11月24日 - 26日  | ISUグランプリシリーズNHK杯（門真）           | 4 62.82 | 9 109.82 | 8 172.64 |
| 2023年11月10日 - 12日  | ISUグランプリシリーズ中国杯（重慶）          |         |          | WD       |

| 2022-2023 シーズン    |                                                                |         |          |          |
| 開催日                | 大会名                                                         | SP      | FS       | 結果     |
| 2023年4月13日 - 16日  | 2023年世界フィギュアスケート国別対抗戦（東京）                 | 5 66.85 | 5 131.21 | 5 198.06 |
| 2023年3月20日 - 26日  | 2023年世界フィギュアスケート選手権（さいたま）                 | 3 73.46 | 6 132.24 | 5 205.70 |
| 2023年2月23日 - 26日  | チャレンジカップ 2023（ティルブルフ）                          | 2 73.55 | 3 129.68 | 2 203.23 |
| 2023年01月12日 - 22日 | FISU冬季ワールドユニバーシティーゲームズ（レークプラシッド）   | 2 75.60 | 1 145.58 | 1 221.18 |
| 2022年12月22日 - 25日 | 第91回全日本フィギュアスケート選手権（門真）                   | 2 74.70 | 2 145.23 | 2 219.93 |
| 2022年12月8日 - 11日  | 2022/2023 ISUグランプリファイナル（トリノ）                    | 2 74.58 | 1 133.59 | 1 208.17 |
| 2022年11月25日 - 27日 | ISUグランプリシリーズ エスポーグランプリ（エスポー）           | 2 73.58 | 1 130.56 | 1 204.14 |
| 2022年11月11日 - 13日 | ISUグランプリシリーズ MKジョン・ウィルソン杯（シェフィールド） | 1 72.23 | 1 145.20 | 1 217.43 |

| 2021-2022 シーズン        |                                                          |         |          |          |
| 開催日                    | 大会名                                                   | SP      | FS       | 結果     |
| 2022年1月18日 - 23日      | 2022年四大陸フィギュアスケート選手権（タリン）           | 1 72.62 | 1 145.41 | 1 218.03 |
| 2021年12月22日 - 26日     | 第90回全日本フィギュアスケート選手権（さいたま）         | 5 73.66 | 5 133.20 | 4 206.86 |
| 2021年11月04日 - 07日     | ISUグランプリシリーズ グランプレミオディタリア（トリノ） | 5 70.46 | 4 144.49 | 4 214.95 |
| 2021年10月29日 - 11月01日 | ISUグランプリシリーズ スケートカナダ（バンクーバー）     | 7 67.89 | 3 142.12 | 4 210.01 |

| 2020-2021 シーズン    |                                                   |         |          |          |
| 開催日                | 大会名                                            | SP      | FS       | 結果     |
| 2020年12月24日 - 27日 | 第89回全日本フィギュアスケート選手権（長野）      | 3 69.55 | 7 134.10 | 5 203.65 |
| 2020年11月27日 - 29日 | 2020年NHK杯国際フィギュアスケート競技大会（門真） | 7 63.41 | 3 131.32 | 4 194.73 |

| 2018-2019 シーズン    |                                                                  |         |          |          |
| 開催日                | 大会名                                                           | SP      | FS       | 結果     |
| 2019年3月6日 - 9日    | 第29回ユニバーシアード冬季競技大会（クラスノヤルスク）           | 1 75.92 | 1 144.76 | 1 220.68 |
| 2019年2月4日 - 10日   | 2019年四大陸フィギュアスケート選手権（アナハイム）               | 8 65.15 | 2 141.97 | 3 207.12 |
| 2018年12月20日 - 24日 | 第87回全日本フィギュアスケート選手権（門真）                     | 3 72.88 | 3 147.92 | 4 220.80 |
| 2018年11月23日 - 25日 | ISUグランプリシリーズ フランス国際（グルノーブル）               | 1 67.95 | 3 134.86 | 2 202.81 |
| 2018年11月8日 - 11日  | ISUグランプリシリーズ NHK杯（広島）                              | 3 70.38 | 5 133.82 | 4 204.20 |
| 2018年9月26日 - 29日  | ISUチャレンジャーシリーズ ネーベルホルン杯（オーベルストドルフ） | 3 70.94 | 2 138.28 | 2 209.22 |

| 2017-2018 シーズン    |                                                               |         |          |          |
| 開催日                | 大会名                                                        | SP      | FS       | 結果     |
| 2018年3月16日 - 18日  | 2018年プランタン杯（ルクセンブルク）                          | 2 72.98 | 1 142.51 | 1 215.49 |
| 2018年1月22日 - 27日  | 2018年四大陸フィギュアスケート選手権（台北）                  | 3 69.84 | 2 140.73 | 2 210.57 |
| 2017年12月20日 - 24日 | 第86回全日本フィギュアスケート選手権（調布）                  | 7 64.27 | 3 140.40 | 5 204.67 |
| 2017年11月17日 - 19日 | ISUグランプリシリーズ フランス杯（グルノーブル）              | 4 64.57 | 5 137.55 | 4 202.12 |
| 2017年11月3日 - 5日   | ISUグランプリシリーズ 中国杯（北京）                          | 7 66.90 | 3 139.17 | 4 206.07 |
| 2017年10月7日         | 2017年ジャパンオープン（さいたま）                            |         | 2 147.83 | 2 団体   |
| 2017年9月20日 - 23日  | ISUチャレンジャーシリーズオータムクラシック（ピエールフォン） | 2 66.18 | 2 132.84 | 2 199.02 |

| 2016-2017 シーズン     |                                                                  |          |          |                   |
| 開催日                 | 大会名                                                           | SP       | FS       | 結果              |
| 2017年4月20日 - 23日   | 2017年世界フィギュアスケート国別対抗戦（東京）                   | 3 72.10  | 2 146.17 | 1 団体 （218.27） |
| 2017年3月27日 - 4月2日 | 2017年世界フィギュアスケート選手権（ヘルシンキ）                 | 15 59.59 | 4 138.29 | 5 197.88          |
| 2017年2月14日 - 19日   | 2017年四大陸フィギュアスケート選手権（江陵）                     | 4 66.51  | 1 134.34 | 1 200.85          |
| 2016年12月22日 - 25日  | 第85回全日本フィギュアスケート選手権（門真）                     | 5 65.91  | 2 132.26 | 3 198.17          |
| 2016年11月18日 - 20日  | ISUグランプリシリーズ 中国杯（北京）                             | 3 68.48  | 4 122.44 | 4 190.92          |
| 2016年10月21日 - 23日  | ISUグランプリシリーズ スケートアメリカ（シカゴ）                 | 2 65.75  | 3 123.53 | 3 189.28          |
| 2016年9月22日 - 24日   | ISUチャレンジャーシリーズ ネーベルホルン杯（オーベルストドルフ） | 2 63.11  | 1 125.92 | 1 189.03          |

| 2015-2016 シーズン    |                                                            |          |          |          |
| 開催日                | 大会名                                                     | SP       | FS       | 結果     |
| 2015年12月9日 - 13日  | 2015/2016 ISUジュニアグランプリファイナル（バルセロナ）    | 6 56.01  | 6 110.24 | 6 166.25 |
| 2015年11月21日 - 23日 | 第84回全日本フィギュアスケートジュニア選手権（ひたちなか） | 15 49.08 | 7 111.04 | 8 160.12 |
| 2015年9月9日 - 13日   | ISUジュニアグランプリ オーストリア杯（リンツ）             | 1 63.55  | 2 118.50 | 2 182.05 |
| 2015年8月19日 - 23日  | ISUジュニアグランプリ J&Tバンカ（ブラチスラヴァ）          | 3 60.81  | 2 118.55 | 2 179.36 |
| 2015年8月5日 - 8日    | 2015年アジアフィギュア杯（バンコク）                       | 1 53.92  | 1 105.08 | 1 159.00 |

| 2014-2015 シーズン    |                                                       |          |          |          |
| 開催日                | 大会名                                                | SP       | FS       | 結果     |
| 2015年3月22日 - 24日  | 2015年ガルデナスプリング杯 ジュニアクラス（ガルデナ） | 1 52.67  | 1 113.89 | 1 166.56 |
| 2014年12月25日 - 28日 | 第83回全日本フィギュアスケート選手権（長野）          | 13 53.23 | 9 105.58 | 9 158.81 |
| 2014年11月22日 - 24日 | 第83回全日本フィギュアスケートジュニア選手権（新潟）  | 6 53.47  | 8 101.13 | 7 154.60 |
| 2014年8月28日 - 30日  | ISUジュニアグランプリ リュブリャナ杯（リュブリャナ）  | 9 44.68  | 4 97.81  | 6 142.49 |

| 2013-2014 シーズン    |                                                        |          |          |           |
| 開催日                | 大会名                                                 | SP       | FS       | 結果      |
| 2014年3月6日 - 9日    | 2014年チャレンジカップ ジュニアクラス（ハーグ）        | 9 38.01  | 1 99.05  | 4 137.06  |
| 2013年12月20日 - 23日 | 第82回全日本フィギュアスケート選手権（さいたま）       | 20 45.51 | 8 106.99 | 12 152.50 |
| 2013年11月22日 - 24日 | 第82回全日本フィギュアスケートジュニア選手権（名古屋） | 2 53.19  | 5 100.66 | 2 153.85  |
| 2013年9月25日 - 29日  | ISUジュニアグランプリ ミンスク（ミンスク）             | 9 45.94  | 4 95.88  | 5 141.82  |
| 2013年8月8日 - 11日   | 2013年アジアフィギュア杯 ジュニアクラス（バンコク）    | 2 48.97  | 2 96.06  | 2 145.03  |

| 2012-2013 シーズン    |                                                                |          |         |          |
| 開催日                | 大会名                                                         | SP       | FS      | 結果     |
| 2013年3月22日 - 24日  | 2013年プランタン杯 ノービスクラス（ルクセンブルク市）          | 1 40.58  | 1 71.68 | 1 112.26 |
| 2012年11月16日 - 18日 | 第81回全日本フィギュアスケートジュニア選手権（西東京）         | 11 47.53 | 8 92.61 | 8 140.14 |
| 2012年10月26日 - 28日 | 第16回全日本フィギュアスケートノービス選手権 Aクラス（京都市） |          | 3 86.77 | 3 86.77  |

| 2011-2012 シーズン    |                                                                  |    |         |         |
| 開催日                | 大会名                                                           | SP | FS      | 結果    |
| 2011年10月28日 - 30日 | 第15回全日本フィギュアスケートノービス選手権 Aクラス（西東京市） |    | 7 71.88 | 7 71.88 |

| 2010-2011 シーズン    |                                                                |    |          |          |
| 開催日                | 大会名                                                         | SP | FS       | 結果     |
| 2010年10月29日 - 31日 | 第14回全日本フィギュアスケートノービス選手権 Bクラス（千葉市） |    | 19 50.73 | 19 50.73 |

## プログラム使用曲
| シーズン  | SP | FS | EX |
| --------- | --- | --- | --- |
| 2024-2025 | Grief 曲：Tony Ann 振付：ミーシャ・ジー                                                                                    | Red Violin 振付：デヴィッド・ウィルソン                                                                    | |
| 2023-2024 | To Love You More 曲：セリーヌ・ディオン 振付：ジェフリー・バトル                                                           | 組曲『惑星』より Jupiter (I Vow to Thee, My Country) 曲：グスターヴ・ホルスト 振付：デヴィッド・ウィルソン | Shake It Off 曲：テイラー・スウィフト 振付：ジェイソン・ブラウン                                                                                                 |
| 2022-2023 | 映画『戦場のメリークリスマス』より Merry Christmas, Mr. Lawrence 作曲：坂本龍一 振付：デヴィッド・ウィルソン               | バレエ音楽『恋は魔術師』より 作曲：マヌエル・デ・ファリャ 振付：デヴィッド・ウィルソン                     | さくら 作曲：森山直太朗 映画『グレイテスト・ショーマン』より Never Enough 曲：ローレン・オルレッド 振付：川原星アメイジング・グレイス 曲：ケルティック・ウーマン |
| 2021-2022 | ミュージカル『レ・ミゼラブル』より I Dreamed A Dream 作曲：クロード＝ミシェル・シェーンベルク 振付：デヴィッド・ウィルソン | 『フェアリー・オブ・ザ・フォレスト＆ギャラクシー』 作曲：豊田裕子 振付：ローリー・ニコル                   | 映画『グレイテスト・ショーマン』より Never Enough 曲：ローレン・オルレッド 振付：川原星                                                                          |
| 2020-2021 | 映画『洋上のロマンス』より イッツ・マジック 作曲：ジューリー・スタイン ボーカル：ドリス・デイ 振付：デヴィッド・ウィルソン | 『フェアリー・オブ・ザ・フォレスト＆ギャラクシー』 作曲：豊田裕子 振付：ローリー・ニコル                   | HERO 曲：マライア・キャリー |
| 2018-2019 | 映画『洋上のロマンス』より イッツ・マジック 作曲：ジューリー・スタイン ボーカル：ドリス・デイ 振付：デヴィッド・ウィルソン | 映画『ミッション』より ガブリエルのオーボエ 作曲：エンニオ・モリコーネ 振付：デヴィッド・ウィルソン        | 映画『シンデレラ』より 作曲：パトリック・ドイル 振付：佐藤有香                                                                                                   |
| 2017-2018 | リベルタンゴ 作曲：アストル・ピアソラ 振付：ブノワ・リショー                                                               | 映画『ミッション』より ガブリエルのオーボエ 作曲：エンニオ・モリコーネ 振付：デヴィッド・ウィルソン        | ラ・カリファ 作曲：エンニオ・モリコーネ ボーカル：サラ・ブライトマン                                                                                             |
| 2016-2017 | 序奏とロンド・カプリチオーソ 作曲：カミーユ・サン＝サーンス 振付：マッシモ・スカリ                                         | 映画『シンデレラ』より 作曲：パトリック・ドイル 振付：佐藤有香                                             | タイスの瞑想曲 作曲：ジュール・マスネカプリース 作曲：ニコロ・パガニーニ                                                                                         |
| 2015-2016 | 序奏とロンド・カプリチオーソ 作曲：カミーユ・サン＝サーンス 振付：マッシモ・スカリ                                         | バレエ『ジゼル』より 作曲：アドルフ・アダン 振付：マリナ・ズエワ、川越正大、太田由希奈                     | Le Jazz Hot 映画『ビクター/ビクトリア』より 作曲：ヘンリー・マンシーニ                                                                                           |
| 2014-2015 | カディスの娘たち 作曲：レオ・ドリーブ ボーカル：ディアナ・ダービン 振付：川越正大                                          | バレエ『ジゼル』より 作曲：アドルフ・アダン 振付：マリナ・ズエワ、川越正大、太田由希奈                     | Le Jazz Hot 映画『ビクター/ビクトリア』より 作曲：ヘンリー・マンシーニ                                                                                           |
| 2013-2014 | さくら 作曲：森山直太朗 振付：川越正大                                                                                     | ミュージカル『ウエスト・サイド物語』より 作曲：レナード・バーンスタイン 振付：川越正大                     | ディズニーメドレー 作曲：フランク・チャーチル 他 |

## 表彰歴
- ビッグスポーツ特別賞（2017年、2022年[44]）
- 兵庫県スポーツ賞：特別選手賞（2019年[45]、2023年[46][47]）
- 神戸市スポーツ特別賞（2022年[48]）
- 甲南大学学長表彰（2022年[49]）
- UNIVAS AWARDS 2022-23 ウーマン・オブ・ザ・イヤー 優秀賞[50]
- 神戸新聞スポーツ賞(2023年[51])